# Arthur Boka
Arthur Etienne Boka (Abidjan, 2 aprile 1983) è un ex calciatore ivoriano, di ruolo difensore.

## Carriera

### Club
Ha cominciato la carriera nell'ASEC Mimosas di Abidjan, partendo dal settore giovanile che ha prodotto giocatori come Kolo Touré, Emmanuel Eboué e Aruna Dindane.
Nel 2002, dopo la laurea all'accademia, si trasferì al club belga del Beveren, per poi passare all'allora squadra di Ligue 1 dello Strasburgo, in Francia, per la stagione 2004-2005.
Lasciò la squadra in seguito alla retrocessione al termine della stagione 2005-2006 per trasferirsi alla squadra tedesca dello Stoccarda. Nel gennaio del 2009 prolunga il contratto con la società tedesca.
Nel 2014 passa in Spagna nelle file del Malaga dove resta due stagioni e nel luglio 2016 viene ingaggiato dal FC Sion nella Super League Svizzera.

### Nazionale
Boka conta 85 presenze per la Nazionale ivoriana. Inoltre è stato convocato per i Mondiali 2006, dove ha giocato tutte e tre le gare degli Elefanti.
Ha rappresentato la Costa d'Avorio anche alla Coppa d'Africa 2006.

## Palmarès

### Club

#### Competizioni nazionali
- Campionato ivoriano: 5

ASEC Mimosas: 1997, 1998, 2000, 2001, 2002
- Coppa della Costa d'Avorio: 2

ASEC Mimosas: 1997, 1999
- Coppa di Lega francese: 1

Strasburgo: 2004-2005
- Campionato tedesco: 1

Stoccarda: 2006-2007

#### Competizioni internazionali
- CAF Champions League: 1

ASEC Mimosas: 1998
- Supercoppa CAF: 1

ASEC Mimosas: 1999